# Kultura karasukska
Kultura karasukska – kultura epoki brązu rozwijająca się w pierwszej połowie II tysiąclecia p.n.e. na terenie wschodniej części stepów pomiędzy Uralem, Sajanem a Tienszanem. Nazwa pochodzi od miejscowości Karasuk na terenie Chakasji. Kultura ta charakteryzowała się dużymi (często po więcej niż 100 grobów) cmentarzami o charakterze rodowych nekropolii. Cmentarze te otaczane były kolistym lub czworokątnym ogrodzeniem z płyt kamiennych. Pochówki były w pozycji skurczonej, składane w kamiennej skrzyni. Razem ze zmarłymi składano różnego rodzaju noże, groty włóczni, topory, ale również mięso (wołowinę, baraninę, koninę). Gospodarka opierała się na hodowli głównie bydła, owiec i koni. Latem szukano dogodnych pastwisk, na zimę wracano do stałych osad. Wyroby z brązu były zdobione motywami geometrycznymi lub zoomorficznymi.